# Heart of Stone
Heart of Stone – dziewiętnasty album studyjny amerykańskiej piosenkarki Cher, który został wydany 19 czerwca 1989 roku. Pierwszym singlem promującym krążek został wydany 21 lutego 1989 roku utwór „After All”. Do stycznia 1991 roku album rozszedł się w ponad 4 milionach egzemplarzy na całym świecie. 

## Lista utworów
| Nr  | Tytuł utworu                                | Autorzy                                     | Produkcja         | Długość |
| --- | ------------------------------------------- | ------------------------------------------- | ----------------- | ------- |
| 1.  | „If I Could Turn Back Time”                 | Diane Warren                                | Warren, Guy Roche | 4:16    |
| 2.  | „Just Like Jesse James”                     | Desmond Child, Warren                       | Child             | 4:06    |
| 3.  | „You Wouldn't Know Love”                    | Michael Bolton, Warren                      | Bolton            | 3:30    |
| 4.  | „Heart of Stone”                            | Andy Hill, Peter Sinfield                   | Peter Asher       | 4:21    |
| 5.  | „Still in Love with You”                    | Bolton, Bob Halligan                        | Bolton            | 3:08    |
| 6.  | „Love on a Rooftop”                         | Child, Warren                               | Asher             | 4:22    |
| 7.  | „Emotional Fire”                            | Child, Warren, Bolton                       | Child             | 3:53    |
| 8.  | „All Because of You”                        | Jon Lind, Sue Schifrin                      | Lind              | 3:30    |
| 9.  | „Does Anybody Really Fall in Love Anymore?” | Jon Bon Jovi, Richie Sambora, Child, Warren | Child             | 4:12    |
| 10. | „Starting Over”                             | Bolton, Jonathan Cain                       | Bolton            | 4:09    |
| 11. | „Kiss to Kiss”                              | Lind, Mary D'astugues, Phil Galdston        | Lind              | 4:23    |
| 12. | „After All z Peterem Cetera”                | Tom Snow, Dean Pitchford                    | Asher             | 4:07    |
|     |                                             |                                             |                   | 47:57   |

## Notowania
| Lista przebojów (1989-90)         | Najwyższa pozycja |
| --------------------------------- | ----------------- |
| Australia (ARIA Charts)           | 1                 |
| Austria (Ö3 Austria Top 40)       | 15                |
| European Albums (Billboard)       | 18                |
| Holandia (MegaCharts)             | 67                |
| Kanada (RPM)                      | 17                |
| Niemcy (GfK Entertainment)        | 19                |
| Nowa Zelandia (Recorded Music NZ) | 7                 |
| Szwecja (Sverigetopplistan)       | 19                |
| USA (Billboard 200)               | 10                |
| Wielka Brytania (UK Albums Chart) | 7                 |

| Lista przebojów (1989)            | Pozycja |
| --------------------------------- | ------- |
| Australia (ARIA)                  | 32      |
| Kanada (RPM)                      | 68      |
| Stany Zjednoczone (Billboard 200) | 80      |

| Lista przebojów (1990)            | Pozycja |
| --------------------------------- | ------- |
| Australia (ARIA)                  | 40      |
| Kanada (RPM)                      | 78      |
| Europa Top 100 Albums             | 58      |
| Nowa Zelandia(RMNZ)               | 35      |
| Wielka Brytania (OCC)             | 31      |
| Stany Zjednoczone (Billboard 200) | 43      |

## Certyfikaty
| Kraj                     | Certyfikat | Sprzedaż   |
| ------------------------ | ---------- | ---------- |
| Australia (ARIA)         | 4x Platyna | 280 000+   |
| Kanada (Music Canada)    | 4x Platyna | 400 000+   |
| Nowa Zelandia (RIANZ)    | Platyna    | 15 000+    |
| Stany Zjednoczone (RIAA) | 3x platyna | 3 000 000+ |
| Szwecja (GLF)            | Złoto      | 50 000+    |
| Wielka Brytania (BPI)    | Platyna    | 300 000+   |